# Hampgölen, Småland
Hampgölen, Lilla Ängagölen, Stora Ängagölen och Stora Vallmansgöl är en sjö i Torsås kommun i Småland och ingår i Bruatorpsåns huvudavrinningsområde.